# Edwyn ap Gwriad
Edwyn ap Gwriad (mort vers 1045) roi de Gwent en 1015 déposé en 1045.

## Biographie
Edwyn ap Gwriad est un descendant de Cadwgan ap Owain, bien que son père porte le même nom que celui de Nowy ap Gwriad il est exclu chronologiquement qu'ils soient frères car il vit un siècle après lui. Il semble être son petit-neveu et son père le cousin germain de Arthfael ap Nowy. En 1015, il supplante dans le royaume de Gwent Rhodri ap Elisedd et Gruffydd ap Elisedd, les meurtriers de ce dernier. Le fait qu'il porte un nom anglo-saxon suggère que son père entretenait de bonnes relations avec les souverains saxons. Edwyn maintient à son tour de bons rapports avec Knut le Grand qui avait usurpé le trône anglais. Il est contemporain de la lutte pour l'hégémonie dans le Deheubarth entre Llywelyn ap Seisyll roi de Gwynedd et Rhydderch ap Iestyn roi de Glywysing mais il est victime d'autres ambitions celles de Meurig ap Hywel  qui le dépose l'aveugle et l'emprisonne en 1045. Il meurt vraisemblablement peu après.